# Diaconessenhuis (Emmen)
Het Diaconessenhuis in Emmen werd in 1938 geopend. Het was de voorloper van het Scheper Ziekenhuis zoals dat nu bestaat. Er is destijds veel moeite gedaan om tot de bouw van dit ziekenhuis te komen.

## Situatie Emmen rond 1900
In de 19e eeuw lag Emmen aan de grens van uitgestrekte woeste gronden bestaande uit zand en veen. Turf was destijds de belangrijkste brandstof in Nederland en het was overvloedig te winnen in dit gebied. Door de vele nog vrijwel onaangeroerde hoogveencomplexen in dit deel van Drenthe was er veel werkgelegenheid in Emmen, wat resulteerde in een grote toestroom van (veen)arbeiders.
Het belang van de turf nam echter vanaf 1900 af, doordat het vervangen werd door de goedkopere steenkool. Gevolg hiervan was een inzakkende prijs van turf en een verminderde werkgelegenheid, wat weer armoede tot gevolg had. Dit leidde tot een slechte gezondheid van de bevolking.

## Noodzaak ziekenhuis
In geval van uitbraak van ernstige infectieziekten en bij ongevallen en complicaties bij bevallingen, was de kans dat men op tijd een ziekenhuis zou bereiken gering. Dit kwam door de grote afstand naar de dichtstbijzijnde ziekenhuizen dit gevestigd waren in Coevorden, Hoogeveen, Assen en Groningen en door de slechte wegen van die tijd. Bovendien kostte het vervoer de mensen veel geld.
De heersende armoede maakte dat epidemieën niet zeldzaam waren. Door slechte voeding en huisvesting kwam er veel tuberculose voor, Emmer-Compascuum heeft geleden onder een mazelenepidemie en een tyfusepidemie was ook bepaald geen uitzondering. In 1918 kwam daar ook nog eens de Spaanse griep bij die in Emmen en omstreken veel slachtoffers eiste. Maandenlang stierven er in 1918 12 tot 14 mensen per dag aan deze ziekte.
De behoefte aan een plaatselijk ziekenhuis was groot, maar desondanks was en bleef het antwoord op de subsidieaanvraag aan het regering voor de stichting van een gemeentelijk ziekenhuis in Emmen voorlopig nog afwijzend. Emmen zou geen ziekenhuis krijgen en zieken werden nog steeds vervoerd naar ziekenhuizen in Assen, Hoogeveen, Coevorden of Groningen. Een nieuwe prikkel om te blijven strijden voor een eigen ziekenhuis was een ernstig verkeersongeval in 1934, waarbij een aantal zwaargewonden de lange tocht naar de ver verwijderde ziekenhuizen niet overleefden. Er werd alles op alles gezet om toch een hospitaal in het dorp te krijgen.

## Bouw
Het contact met Prof. Dr. J.R. Slotemaker de Bruïne was ten slotte de doorslaggevende factor die de bouw van een diaconessenhuis mogelijk maakte. Hij was hervormd predikant, hoogleraar theologie en politicus voor de Christelijk Historische Unie. Toen hij als minister van sociale zaken op werkbezoek was in de Zuidoosthoek vroeg hij waar de mensen van Emmen de meeste behoefte aan hadden. De heer Braakhekke, voorganger van de Nederlands Hervormde Evangelisatie van Emmer-Compascuum, antwoordde al snel dat Emmen een ziekenhuis hard nodig had. Hierna bepleitte Slotemaker de Bruïne in Den Haag de stichting van een ziekenhuis in Zuidoost-Drenthe, hij achtte Emmen als middelpunt van de streek de meest geschikte plaats hiervoor.
Het is vervolgens nog lang onduidelijk geweest of de rooms-katholieke gemeenschap of de hervormden de bouw van het ziekenhuis mochten aanvangen. Omdat de meerderheid van de bevolking was protestants was, kreeg uiteindelijk de Federatie van Nederlands Hervormde Diaconieën de kans het ziekenhuis te verwezenlijken. Men koos voor een plek aan de Angelsloërdijk, omdat deze gunstig gelegen was aan een verbindingsweg tussen Emmen en Klazienaveen.
In 1937 werd met de bouw begonnen en de officiële opening door de commissaris van de Koningin in Drenthe, Mr. R.H. baron de Vos van Steenwijk, opende het Nederlands Hervormd Diaconessenhuis van Emmen op 29 april 1938 met een officiële rede.
Het ziekenhuis had in totaal 250.000 gulden gekost en daar was geen cent overheidssubsidie bij.

## Het ziekenhuis
Het ziekenhuis bestond bij de opening uit vier ziekenzalen en twee eenpersoonskamers met in totaal 40 bedden. Verder beschikte het over een laboratorium, een operatiekamer en een röntgenkamer. Er werkten en woonden toen 18 zusters onder leiding van besturend zuster E. Molenaar.
Het Diaconessenhuis was in de eerste jaren van haar bestaan voor een groot deel zelfvoorzienend. Het beschikte niet alleen over een grote moestuin met allerlei groenten, maar er was ook een boomgaard. Daarnaast liepen er kippen, varkens en schapen. Tuinman Hendrik Wolf was samen met zijn knechten verantwoordelijk voor alle tuinen op het terrein.
In de begintijd praktiseerden in het ziekenhuis twee specialisten: Simon van Heerde, chirurg en gynaecoloog, en Everhard (Eke) van Leeuwen, zowel internist als röntgenoloog.

## Te klein
Het ziekenhuis was met 40 bedden vanaf het begin te klein. Eerdere plannen waren uitgegaan van 80 - 100 bedden. Het gevolg was dat er reeds in 1938 een eerste uitbreidingsverbouwing plaatsvond. Door de jaren heen zou men het gebouw blijven vergroten, ook werden er barakken bij geplaatst. Ten slotte besloot men tot de bouw van een geheel nieuw ziekenhuis aan de Boermarkeweg. Deze instelling werd onder de naam Scheperziekenhuis in 1973 geopend.